# طوره وری
طوره وری (به انگلیسی: Tora Wari) یک منطقهٔ مسکونی در پاکستان است که در خیبر پختونخوا واقع شده‌است. طوره وری ۹۶۹ متر بالاتر از سطح دریا واقع شده‌است.